# Landkreis Lörrach
Landkreis Lörrach is een Landkreis in de Duitse deelstaat Baden-Württemberg. Op 31 december 2020 telde de Landkreis 228.842 inwoners op een oppervlakte van 806,81 km². Kreisstadt is de stad Lörrach.

## Steden en gemeenten
Bestuurlijk wordt Lörrach in de volgende gemeenten ingedeeld:
| Steden | Gemeenten |
| --- | --- |
| 1. Kandern 2. Lörrach 3. Rheinfelden (Baden) 4. Schönau im Schwarzwald 5. Schopfheim 6. Todtnau 7. Weil am Rhein 8. Zell im Wiesental | 1. Aitern 2. Bad Bellingen 3. Binzen 4. Böllen 5. Efringen-Kirchen 6. Eimeldingen 7. Fischingen 8. Fröhnd 9. Grenzach-Wyhlen 10. Häg-Ehrsberg 11. Hasel 12. Hausen im Wiesental 13. Inzlingen 14. Kleines Wiesental 15. Malsburg-Marzell 16. Maulburg 17. Rümmingen 18. Schallbach 19. Schliengen 20. Schönenberg 21. Schwörstadt 22. Steinen 23. Tunau 24. Utzenfeld 25. Wembach 26. Wieden 27. Wittlingen |

De gemeentes Bürchau, Elbenschwand, Neuenweg, Raich, Sallneck, Tegernau, Wies en Wieslet zijn door een gemeentellijke herindeling sinds 01.01.2009 opgegaan in de nieuwe gemeente Kleines Wiesental.

### Samenwerkingsverbanden
De samenwerkingsverbanden in het Landkreis hebben 2 verschillende namen, namelijk:
- Vereinbarte Verwaltungsgemeinschaften
- Gemeindeverwaltungsverbände

De lichtere van die twee is de Vereinbarte Verwaltungsgemeinschaft. Bij deze vorm van samenwerking worden de minimale wettelijke taken toebedeeld aan de 'vervullende gemeente'. De term 'vervullende gemeente' wil zeggen de gemeente die de wettelijke taken uitvoert voor het samenwerkingsverband.

 De Verwaltungsgemeinschaften zijn:
- Kandern (Kandern, Malsburg-Marzell)
- Lörrach Inzlingen, Lörrach)
- Rheinfelden (Rheinfelden (Baden), Schwörstadt)
- Schliengen (Bad Bellingen, Schliengen)
- Schopfheim Hasel, Hausen im Wiesental, Maulburg, Schopfheim)
- Zell im Wiesental (Häg-Ehrsberg, Zell im Wiesental)

 De Gemeindeverwaltungsverbände zijn:
- Schönau im Schwarzwald (Aitern, Böllen, Fröhnd, Schönau im Schwarzwald, Schönenberg, Tunau, Utzenfeld, Wembach, Wieden)
- Vorderes Kandertal (Binzen, Eimeldingen, Fischingen, Rümmingen, Schallbach und Wittlingen)

Alb-Donau-Kreis · Baden-Baden · Biberach · Bodenseekreis · Böblingen · Breisgau-Hochschwarzwald · Calw · Emmendingen · Enzkreis · Esslingen · Freiburg im Breisgau · Freudenstadt · Göppingen · Heidelberg · Heidenheim · Heilbronn (stad) · Landkreis Heilbronn · Hohenlohe · Karlsruhe (stad) · Landkreis Karlsruhe · Konstanz · Lörrach · Ludwigsburg · Main-Tauber-Kreis  · Mannheim · Neckar-Odenwald-Kreis · Ortenaukreis · Ostalbkreis · Pforzheim · Rastatt · Ravensburg · Rems-Murr-Kreis · Reutlingen · Rhein-Neckar-Kreis · Rottweil · Schwäbisch Hall · Schwarzwald-Baar-Kreis · Sigmaringen · Stuttgart · Tübingen · Tuttlingen · Ulm · Waldshut · Zollernalbkreis
Aitern ·
Bad Bellingen ·
Binzen ·
Böllen ·
Efringen-Kirchen ·
Eimeldingen ·
Fischingen ·
Fröhnd ·
Grenzach-Wyhlen ·
Häg-Ehrsberg ·
Hasel ·
Hausen im Wiesental ·
Inzlingen ·
Kandern ·
Kleines Wiesental ·
Lörrach ·
Malsburg-Marzell ·
Maulburg ·
Rheinfelden ·
Rümmingen ·
Schallbach ·
Schliengen ·
Schönau im Schwarzwald ·
Schönenberg ·
Schopfheim ·
Schwörstadt ·
Steinen ·
Todtnau ·
Tunau ·
Utzenfeld ·
Weil am Rhein ·
Wembach ·
Wieden ·
Wittlingen ·
Zell im Wiesental